# گلاسیوس دوم
پاپ گلاسیوس دوم (به انگلیسی: Gelasius II) یکی از پاپ‌های کلیسای کاتولیک رم بود که در گیتا به دنیا آمد و از ۱۱۱۸ تا ۱۱۱۹ میلادی پاپ بود.
پاپ گلاسیوس دوم (حدود ۱۰۶۰/۱۰۶۴ – ۲۹ ژانویه ۱۱۱۹)، با نام اصلی جووانی کائتانی یا جووانی دا گائتا (که همچنین کونیولو نامیده می‌شد)، از ۲۴ ژانویه ۱۱۱۸ تا زمان مرگش در سال ۱۱۱۹ رهبر کلیسای کاتولیک و فرمانروای ایالات پاپی بود. او که راهبی از مونته کاسینو و صدراعظم پاپ پاسکال دوم بود، به‌اتفاق آرا به‌عنوان جانشین وی انتخاب شد. با این کار، او همچنین نزاع با امپراتور هاینریش پنجم بر سر حق انتصاب اسقف‌ها را به ارث برد. گلاسیوس بخش زیادی از دوره کوتاه پاپی خود را در تبعید گذراند.

## زندگی‌نامه

### اوایل زندگی
او بین سال‌های ۱۰۶۰ تا ۱۰۶۴ در شهر گائتا در شاخه پیزایی خاندان کائتانی متولد شد و به‌عنوان راهب در مونته کاسینو به فعالیت پرداخت. پاپ اوربان دوم که خواهان بهبود سبک اسناد پاپی بود، او را به رم آورد و در آگوست ۱۰۸۸، کائتانی را به‌عنوان زیرشماس پاپی و کاردینال شماس سانتا ماریا در کسمدین منصوب کرد (احتمالاً در ۲۳ سپتامبر ۱۰۸۸). او از سال ۱۰۸۹ تا ۱۱۱۸ به‌عنوان صدر اعظم کلیسای مقدس رم خدمت کرد و اصلاحات گسترده‌ای در مدیریت پاپی انجام داد. از جمله این اصلاحات می‌توان به تأسیس یک گروه دائمی از کاتبان برای دستگاه پاپی، پایان دادن به اتکا بر دفترنویسان رمی برای تنظیم اسناد پاپی، و معرفی سبک نوشتاری کوچک «کریال» اشاره کرد. دوران فعالیت او همچنین سنتی را پایه‌گذاری کرد که در آن صدر اعظم پاپی همیشه باید یک کاردینال باشد و این منصب را تا پایان عمر یا تا زمان انتخاب به‌عنوان پاپ حفظ کند.

### دوران پاپی
کمی پس از انتخاب یکپارچه او برای جانشینی پاپ پاسکال دوم در سال ۱۱۱۸، او توسط چنسیو دوم فرانجیپانی، یکی از حامیان امپراتور هاینریش پنجم، دستگیر شد، اما با یک قیام عمومی رومی‌ها به نفع او آزاد شد.
هاینریش پنجم تلاش کرد تا امتیاز حق انتصاب اسقف‌ها که پاپی در سال ۱۱۱۲ به اجبار داده و سپس لغو کرده بود، به اجرا درآورد. او گلاسیوس دوم را در مارس ۱۱۱۸ از رم بیرون راند، انتخاب او را باطل اعلام کرد و موریس بوردین، اسقف اعظم براگا، را به‌عنوان پاپ تقلبی با نام گریگوری هشتم منصوب کرد.
گلاسیوس دوم به گائتا گریخت، جایی که در ۹ مارس ۱۱۱۸ به مقام کشیشی رسید و در روز بعد به مقام اسقفی منصوب شد. او بلافاصله تکفیر هاینریش پنجم و پاپ تقلبی را اعلام کرد و تحت حمایت نورمن‌های ایتالیایی توانست در ژوئیه به رم بازگردد. اما اغتشاشات جناح امپراتوری، به‌ویژه اقدامات خاندان فرانجیپانی که در هنگام برگزاری مراسم عشای ربانی در کلیسای سانتا پراسده به پاپ حمله کردند، گلاسیوس دوم را مجبور به تبعید دوباره کرد. او راهی فرانسه شد، در مسیر کلیسای جامع پیزا را تقدیس کرد و در اکتبر به مارسی رسید. او با استقبال گسترده‌ای در آوینیون، مونپلیه و دیگر شهرها مواجه شد، در ژانویه ۱۱۱۹ یک شورای کلیسایی در وین برگزار کرد و در حال برنامه‌ریزی برای برگزاری یک شورای عمومی برای حل نزاع بر سر حق انتصاب اسقف‌ها بود که در صومعه کلونی درگذشت.